# Пять сторон света
Пять сторон света имени Гусейна и Ольги Магомаевых  — школа боевых искусств в России, в Дагестане. Она обеспечивает как формальное образование, так и обучение боевым искусствам.

## История
Гусейн Магомаев был художником, окончившим Дагестанское художественное училище имени Джемаля и переехавшим в Москву для своей карьеры. Когда он был молод, он увидел книгу о китайских боевых искусствах, которая побудила его заняться боевыми искусствами. За свою карьеру художника он активно занимался искусством каратэ. В начале 1982 года по политическим мотивам в СССР начались репрессии в отношении боевых искусств, поэтому в 1984 году Магомаев и его жена Ольга переехали обратно в Дагестан.
Основа «Пяти направлений мира» была заложена в 1984 году Гусейном Магомаевым и его женой. Первоначально это была художественная студия, основанная на идеях китайского ушу. В 1990-е годы СССР развалился, и последовали социальные волнения, которые оказали значительное влияние на молодёжь Дагестана. Магомаев и его жена увидели необходимость действий и решили действовать, чтобы изменить ситуацию, построив школу, в которой дагестанскую молодежь будут обучать не только боевым навыкам, но и академическим наукам и искусствам. В 1996 году «Пять направлений мира» официально стали школой.. Название относится к космическому пятому направлению, доступ к которому можно получить только путем соединения четырех основных направлений (север, юг, восток и запад).
Аль-Джазира сняла документальный фильм «Свидетель» о школе. Документальный фильм назывался «Мирные воины Дагестана» и вышел в эфир в 2015 году.

## Структура
В школе проходят обучение от 300 до 400 учеников. Они посещают регулярные занятия по таким предметам, как математика, русский и английский языки, история, искусство и т. д. Студенты совмещают учёбу с тренировками по боевым искусствам ушу-саньда и тхэквондо несколько раз в неделю. Это возможно, поскольку учащиеся живут в школе целый день, пока им не разрешат вернуться домой на школьные каникулы. В связи с этим учебная программа считается очень строгой.
Прием в школу начинается с 5 класса после сдачи вступительных экзаменов, как академических, так и медицинских, причём право на проживание имеют только мальчики. Местные девочки могут посещать школьные академические программы и программы по тхэквондо, а после уроков возвращаются домой. Для мальчиков также есть возможность посещать программу ушу-саньда. Абитуриенты приезжают не только из Дагестана, но и из других регионов России.

## Достижения
Школа выпустила больше чемпионов России и Европы по ушу-саньда , чем любая другая школа, а также выпустила неофициального золотого медалиста Олимпийских игр и первого некитайского «короля кунг-фу» Муслима Салихова.. По этой причине некоторые прозвали школу «Шаолинь Дагестана». Кроме того, его выпускники добились успехов в других единоборствах, таких как тхэквондо и смешанные боевые искусства.
В 2015 году «Пять сторон света» стала победителем Всероссийского конкурса «100 лучших школ России», а Гусейн Магомаев отмечен почётным знаком «Директор года-2015».

## Известные выпускники
- Муслим Салихов — победитель Олимпийских игр 2008 года по ушу в показательной программе, многократный чемпион мира по ушу-саньда , боец UFC[3][4][7], бывший 14-й номер рейтинга в полусреднем весе UFC[10];
- Бозигит Атаев – многократный чемпион мира по ушу-саньда, боец ММА[3];
- Забит Магомедшарипов — чемпион Европы по ушу-саньда, боец UFC[3][6], бывший 3-й номер рейтинга в полулегком весе UFC[11];
- Гаджи Умаров — тхэквондист, участник Олимпийских играх 2012 года[12][13];
- Зайнутдин Атаев — паратхэквондист, бронзовый призёр по тхэквондо Паралимпийских играх 2020 года.
- Магомед Магомедов — боец ММА, первый боец, победивший будущего чемпиона UFC в легчайшем весе Пётра Яна.
- Джанхуват Белетов — многократный чемпион мира по ушу-саньда.
- Шандулаев, Назир Хаджимурадович — серебряный призёр Олимпийских игр 2008 года по ушу в показательной программе[14].